# Verghereto
Verghereto är en ort och kommun i provinsen Forlì-Cesena i regionen Emilia-Romagna i Italien. Kommunen hade 1 818 invånare (2018).